# Colinas de Montérégie
Colinas de Montérégie (en francés: Collines montérégiennes) es una cadena lineal de colinas aisladas en Montreal y Montérégie, entre los montes Laurentinos y los Apalaches, en la provincia de Quebec, al este de Canadá.
Ellos llevan el nombre del Monte Royal (que en latín se escribe Mons Regius), su miembro más conocido (pero no más alto). Otros cerros de la cadena incluyen al Monte Saint-Bruno, el Monte Saint-Hilaire-, el Monte Saint-Grégoire, el Monte Rougemont, el Monte Yamaska, el Monte Shefford, y el Monte Brome. Muchos geólogos creen que  el Monte Mégantic también es miembro de este grupo, ya que tiene el mismo mecanismo y profundidad de intrusión.